# تروجان (علامة تجارية)
تروجان (بالإنجليزية: Trojan)‏ شركة أمريكية متخصصة في صناعة الواقي الذكري تأسست عام 1916 وتوجد في الولايات المتحدة وهي تابعة لـ الكنيسة ودوايت الشركة .